# Thom Sjöwall

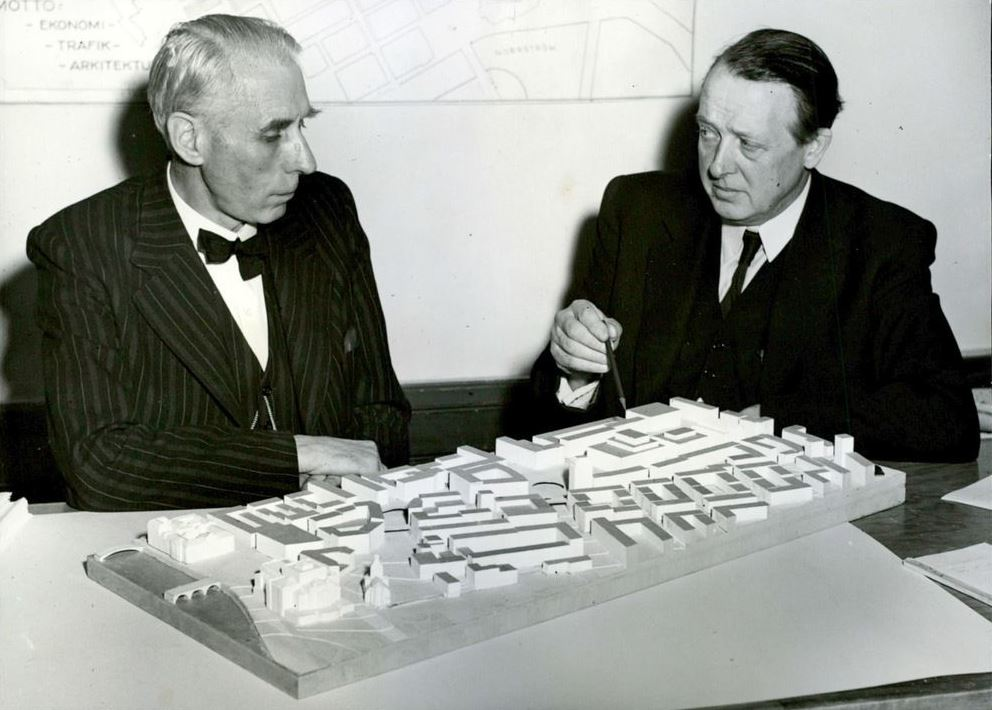
Sjöwall (till vänster) och Lindgren presenterar detaljerna i sitt förslag på en stadsplanemodell.

Thom Sjöwall, född 22 februari 1888 i Göteborg, död 1970, var en svensk väg- och vattenbyggnadsingenjör.
Sjöwall, som var son till direktör Robert Tom Fredrik Sjöwall och Theresia Aleandra Dahlin, avlade studentexamen i Stockholm 1907 och studerade vid Kungliga Tekniska högskolan 1911–1914. Han avlade reservofficersexamen 1909 och blev kapten i armén 1926. Han var anställd vid Statens Järnvägar 1908–1909, vid Stockholms stads gatu- och trumbyggnader 1909–1911, bedrev affärsverksamhet i Stockholm 1915–1921, fackstudier i Tyskland 1921–1923 och konsulterande verksamhet i Stockholm från 1923. Han var bland annat chef för exploateringen av Bolinders område vid Kungsklippan 1932–1936 och vid Bergsundsområdet 1936–1938. Han var ordförande i Tekniska högskolans studentkår 1912–1914. Han var ägare till Lindholmens gård i Uppland.
Sjöwall framlade 1947, tillsammans med ingenjör Ivan Lindgren, ett förslag till en ny stadsplan för Nedre Norrmalm. Även skulptören Carl Milles medverkade i förslaget och tanken var att ett nationalmonument, enligt Milles förslag en 30 meter hög Sturefontän framför den stadsteater som skulle placeras på Sveaplatsen, vid den punkt, där den förlängda Sveavägen möter Klarabergsgatan. I övrigt ville Sjöwall och Lindgren riva Telegrafverkets hus vid Brunkebergstorg för att framdraga ett nytt stråk. Enligt förslaget skulle nya trafikleder dras i horisontalplan tvärs igenom Brunkebergsåsen, medan lokalgatorna skulle bibehållas i dåvarande höjdläge. Under horisontalplanet skulle förläggas rymliga busscentralstationer vid Sveaplatsen och Brunkebergstorg. Under dessa och femton meter under lokaltrafikplanet kom tunnelbanan.